# 尤洪涛
尤洪涛（1918年—）生于湖北省京山。1938年参加革命。任抗日民主政府教育科长、县长。1948年跟随刘邓大军南下到湖北，任县长，湖北省卫生厅厅长。1962年6月至1974年5月任湖北医学院党委书记、院长（－1972年10月）。1974年9月至1978年9月任湖北医学院革委会主任。之后任湖北省教育厅厅长、湖北省委文教办主任，湖北省教育部部长，中共湖北省委顾问委员会常委。副省级，离休。